# Estrecho de Cook

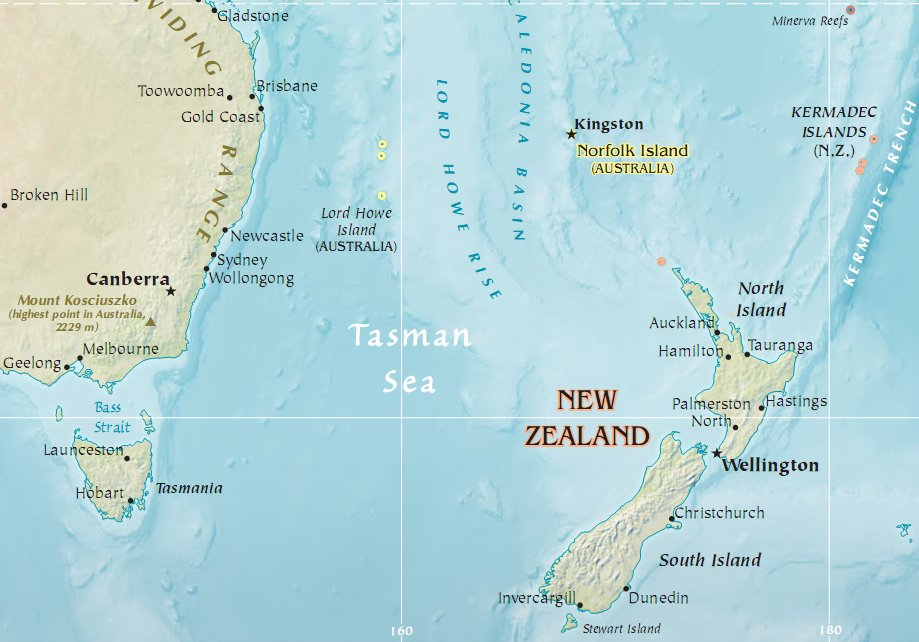
Mar de Tasmania.

El estrecho de Cook, entre las dos grandes islas de Nueva Zelanda.

El estrecho de Cook (en maorí: Te Moana-o-Raukawa)  separa las dos principales islas de Nueva Zelanda, denominadas según su ubicación geográfica como isla Norte e isla Sur. El estrecho de Cook se orienta en dirección noroeste-sureste, tiene una anchura mínima de sólo 25 km y una profundidad media de 128 m.
Debido a sus caudales extremos y cambiantes (causados por las mareas) y el clima frecuentemente tormentoso, el estrecho de Cook es clasificado entre las aguas más peligrosas del mundo.
Separa al este el mar de Tasmania del océano Pacífico meridional. A sus orillas se encuentra la capital del país, Wellington.
Recibe su nombre en honor al marino inglés James Cook quien exploró el área.

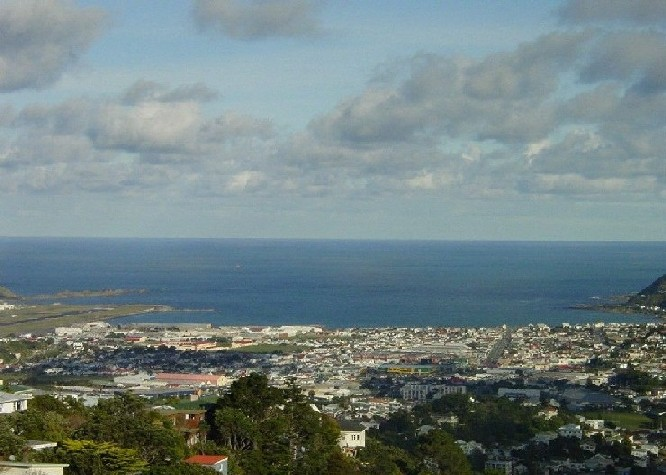
El estrecho de Cook visto desde el monte Victoria, en Wellington.

## Historia
En la leyenda maorí, el estrecho de Cook fue descubierto por Kupe el navegante. Kupe siguió en su canoa a un monstruoso pulpo llamado Te Wheke-a-Muturangi a través del Estrecho de Cook y lo destruyó en Tory Channel o en Pâtea.
Cuando el explorador holandés Abel Tasman vio por primera vez a Nueva Zelanda en 1642, pensó que el estrecho de Cook era una ensenada cerrada al este. Lo llamó Zeehaen's Bight, en honor a Zeehaen, uno de los dos barcos de su expedición. En 1769, James Cook estableció que era un estrecho, que formaba una vía navegable.
El estrecho de Cook atrajo a los colonos europeos a principios del siglo XIX. Debido a su uso como ruta de migración de ballenas, los balleneros establecieron bases en los sonidos de Marlborough y en el área de Kapiti. Desde finales de la década de 1820 hasta mediados de la década de 1960, la isla de Arapaoa fue una base para la caza de ballenas en los Sonidos. Perano Head en la costa este de la isla fue la principal estación ballenera de la zona. Las casas construidas por la familia Perano ahora funcionan como alojamiento turístico.
Durante la década de 1820, Te Rauparaha dirigió una migración maorí a la región del Estrecho de Cook y la conquista y asentamiento de esta.
A partir de 1840 surgieron más asentamientos permanentes, primero en Wellington, luego en Nelson y en Whanganui (Petre). En este período, los colonos vieron el Estrecho de Cook en un sentido más amplio que los neozelandeses de hoy en día orientados en ferry: para ellos, el estrecho se extendía desde Taranaki hasta Cape Campbell, por lo que estas primeras ciudades se agruparon alrededor del "Estrecho de Cook" (o "Estrecho de Cook", en el uso previo a la Junta Geográfica de los tiempos) como la característica central y la vía fluvial central de la nueva colonia.
Pencarrow Head Lighthouse fue el primer faro permanente construido en Nueva Zelanda. Su primer guardián, Mary Jane Bennett, fue la única mujer encargada del faro en la historia de Nueva Zelanda. La luz se desmanteló en 1935 cuando fue reemplazada por el faro de Baring Head.
Varios barcos naufragaron con importantes pérdidas de vidas, como la Maria en 1851, la ciudad de Dunedin en 1865, San Vicente en 1869, Lastingham en 1884, SS Penguin en 1909 y TEV Wahine en 1968.
Según la tradición oral, la primera mujer en nadar en el estrecho de Cook fue Hine Poupou. Ella nadó desde la isla Kapiti hasta la isla d'Urville con la ayuda de un delfín. Otros relatos maoríes hablan de al menos un nadador que conquistó el estrecho en 1831. En los tiempos modernos, Barrie Devenport nadó el estrecho en 1962. Lynne Cox fue la primera mujer en nadarlo, en 1975. El nadador más prolífico del estrecho es Philip Rush, que ha cruzado ocho veces, incluyendo dos cruces dobles. Aditya Raut era la nadadora más joven a los 11 años. Caitlin O'Reilly era la nadadora más joven y la neozelandesa más joven a los 12 años. Pam Dickson era la nadadora más vieja a los 55 años. John Coutts fue la primera persona en nadar el estrecho en ambas direcciones.
Para 2010, 65 personas habían realizado 74 cruces simples, y dos personas habían hecho tres cruces dobles (Philip Rush y Meda McKenzie). En marzo de 2016, Marilyn Korzekwa se convirtió en la primera mujer canadiense y mayor de 58 años en nadar en el estrecho.
Los tiempos de cruce están determinados en gran medida por las fuertes y, a veces, impredecibles corrientes que operan en el estrecho.

## Oceanografía

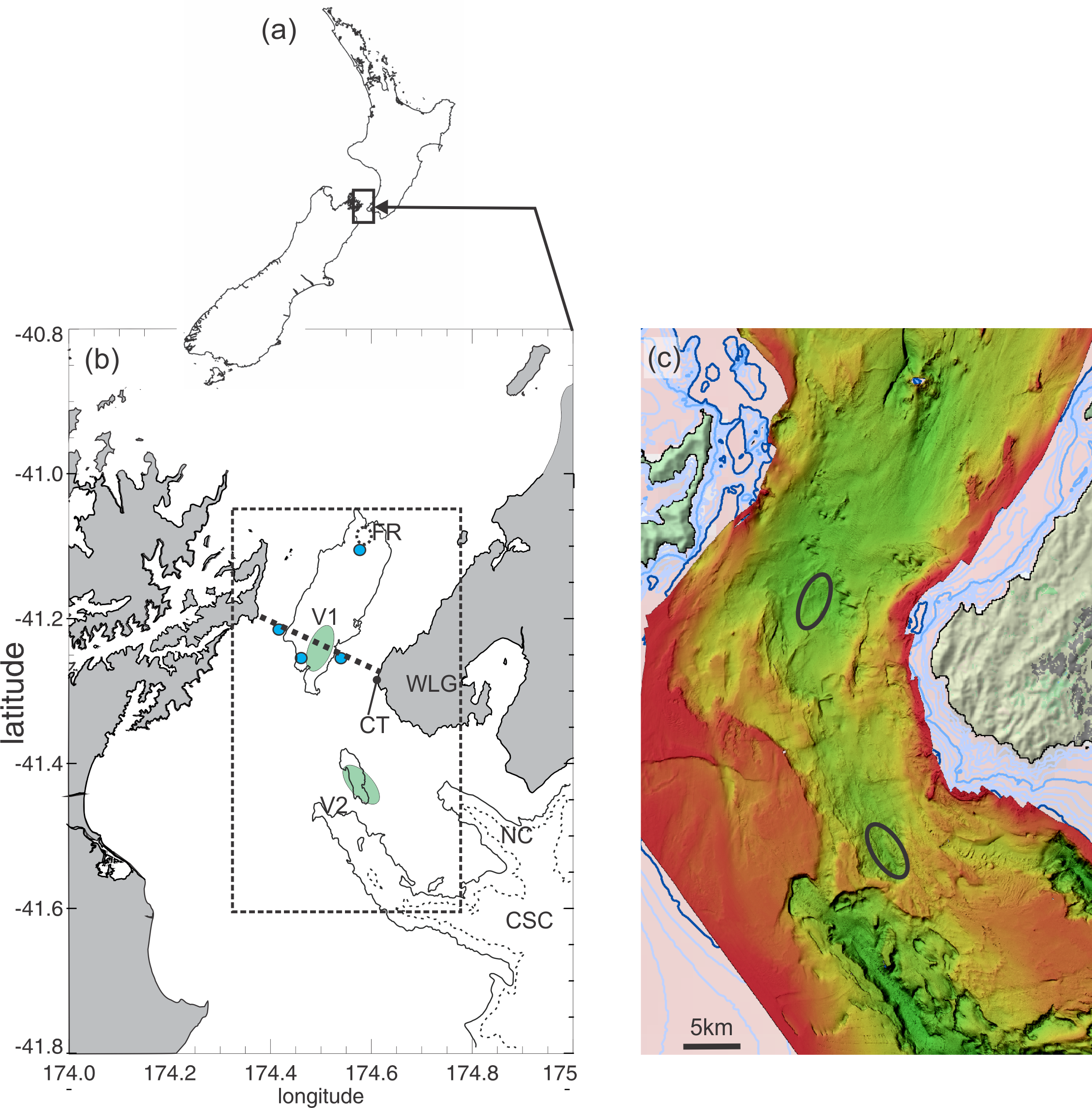
Lugares históricos de muestreo oceánico en el Estrecho de Cook, Nueva Zelanda.

Las aguas del estrecho de Cook están dominadas por fuertes mareas. El flujo de las mareas a través del Estrecho de Cook es inusual en el sentido de que la elevación de las mareas en los extremos del estrecho están casi exactamente fuera de fase entre sí, por lo que el agua alta en un lado se encuentra con el agua baja en el otro. Esto se debe a que la componente principal de la marea lunar M2 que ocurre unas dos veces al día (en realidad 12,42 horas) circula en sentido contrario a las agujas del reloj alrededor de Nueva Zelanda, y está desfasada en cada extremo del estrecho (véase la animación de la derecha). En el lado del océano Pacífico la marea alta se produce cinco horas antes que en el lado del mar de Tasmania. En un lado hay marea alta y en el otro marea baja. La diferencia en el nivel del mar puede impulsar corrientes de marea de hasta 2,5 metros por segundo (5 nudos) a través del estrecho de Cook.
Existen numerosos modelos informáticos del flujo de mareas a través del estrecho de Cook. Mientras que los componentes de la marea son fácilmente realizables, el flujo residual es más difícil de modelar. Probablemente, el oceanógrafo más prolífico que investigó el estrecho fue Ron Heath, del Instituto Oceanográfico de Nueva Zelanda.  Realizó una serie de estudios que incluían el análisis de las mareas que identificó la presencia de un "anfidromo virtual" en la región. Heath también cuantificó una estimación óptima del tiempo de la "corriente residual" (es decir, la corriente neta después de promediar la influencia de las mareas) en el estrecho. Este sigue siendo un tema de investigación con simulaciones por ordenador que se combinan con grandes conjuntos de datos para refinar la estimación.
A pesar de las fuertes corrientes, el cambio de altura de la marea en el centro del estrecho es prácticamente nulo. En lugar de que la marea fluya en una dirección durante seis horas y luego en la dirección contraria durante seis horas, una marea concreta puede durar ocho o diez horas con la marea contraria debilitada. En condiciones meteorológicas especialmente tempestuosas, el oleaje inverso puede anularse y el flujo puede permanecer en la misma dirección durante tres periodos de oleaje o más. Así se indica en las cartas marinas de la región. Además, las dorsales submarinas que se desprenden de la costa complican el flujo y las turbulencias oceánicas. Los niveles sustanciales de turbulencia se han comparado con los observados en el Estrecho de Gibraltar y Seymour Narrows en Columbia Británica.

## Energía mareomotriz
La energía eléctrica generada por las turbinas marinas mareomotrices varía como el cubo de la velocidad de la marea. Como la velocidad de la marea se duplica, se produce ocho veces más energía mareomotriz durante las mareas vivas que durante las mareas muertas. El estrecho de Cook se ha identificado como una fuente potencialmente excelente de energía mareomotriz.
En abril de 2008, Neptune Power obtuvo una autorización de recursos para instalar una turbina de corriente mareomotriz submarina experimental de 10 millones de dólares capaz de producir un megavatio. La turbina se diseñó en Gran Bretaña, se construiría en Nueva Zelanda y se colocaría en 80 metros (262,5 pies) de agua, 4,5 kilómetros (2,8 mi) al sur de Sinclair Head, en aguas conocidas como "Karori rip". La empresa afirma que hay suficiente movimiento de mareas en el estrecho de Cook para generar 12 GW de energía, más de una vez y media las necesidades actuales de Nueva Zelanda. En la práctica, solo se podría aprovechar parte de esta energía. En octubre de 2016, esta turbina no se había construido y el sitio web de Neptune Power es un marcador de posición sin más anuncios.
Al otro lado del estrecho, Energy Pacifica solicitó el consentimiento de recursos para instalar hasta 10 turbinas marinas, cada una capaz de producir hasta 1,2 MW, cerca de la entrada del estrecho de Cook en el canal Tory. La empresa alegó que el canal Tory era un emplazamiento óptimo con una velocidad de la corriente de marea de 3,6 metros por segundo (11,8 pies/s) y la mejor combinación de batimetría y accesibilidad a la red eléctrica. Sin embargo, a pesar de haber sido validado por modelización informática, no se presentó ningún proyecto.

## Fauna marina
El estrecho de Cook es un hábitat importante para muchas especies de cetáceos. Varios delfines (mulares, comunes, oscuros) frecuentan la zona junto con orcas y el endémico delfín de Héctor. Los calderones de aleta larga suelen encallar en masa en Golden Bay. El famoso Pelorus Jack fue un delfín de Risso que se observó escoltando a los barcos entre 1888 y 1912, aunque esta especie no es un visitante habitual de las aguas neozelandesas. Las grandes ballenas migratorias atraían a muchos balleneros a la zona en invierno. En la actualidad, el Departamento de Conservación de Nueva Zelanda realiza un estudio anual de recuento de ballenas jorobadas y los antiguos balleneros ayudan al Departamento de Conservación a divisar los animales utilizando varios puntos de observación a lo largo del estrecho, como en la isla Stephens. Otros visitantes ocasionales son las ballenas francas australes, las ballenas azules, los rorcual boreal y los cachalotes. Se han encontrado ejemplares de calamares gigantes en el Estrecho de Cook o en los estómagos de cachalotes frente a Kaikoura.
Hace tiempo que se ha establecido una colonia de machos de foca peletera cerca de Red Rocks, en la costa sur de Wellington. El estrecho de Cook ofrece una buena pesca deportiva. El atún blanco puede capturarse de enero a mayo. También se pueden pescar peces espada,  rufo antártico, marrajos y ocasionalmente marlines y tiburones blancos.